# Sungai Kandis
Sungai Kandis is een bestuurslaag in het regentschap Rokan Hulu van de provincie Riau, Indonesië. Sungai Kandis telt 1122 inwoners (volkstelling 2010).